# 喬伊·道利
喬瑟夫·湯瑪斯·道利（英語：Joseph Thomas Dawley，1971年9月19日—），生於美國加利福尼亞州河濱市，曾經是美國大聯盟的棒球選手，曾效力於兄弟象隊。
1995年被巴爾的摩金鶯隊釋出後，達利在獨立聯盟打了3 1/2的球季，之後便在1999年與亞特蘭大勇士隊簽約。2002-2003年，達利又效力於亞特蘭大勇士隊，2004年效力於克里夫蘭印地安人隊，皆擔任投手的角色。

## 職棒生涯成績

### 中華職棒
- (粗黑體字為該年度最佳或最高成績)

| 年度 | 球隊   | 出賽 | 先發 | 勝投 | 敗投 | 完投 | 完封 | 救援 | 中繼 | 奪三振 | 四死 | 投球局數 | 責失 | 防禦率 |
| ---- | ------ | ---- | ---- | ---- | ---- | ---- | ---- | ---- | ---- | ------ | ---- | -------- | ---- | ------ |
| 2006 | 兄弟象 | 15   | 15   | 8    | 5    | 1    | 0    | 0    | 0    | 79     | 39   | 102.0    | 27   | 2.38   |
| 2007 | 兄弟象 | 27   | 25   | 10   | 7    | 0    | 0    | 1    | 1    | 153    | 74   | 144.0    | 60   | 3.75   |
| 合計 | 2年    | 42   | 40   | 18   | 12   | 1    | 0    | 1    | 1    | 232    | 113  | 246.0    | 87   | 3.18   |

## 經歷
- 美國職棒巴爾的摩金鶯隊（新人聯盟～小聯盟１Ａ）（1993年～1995年）
- 美國職棒棕梠泉太陽隊（獨立聯盟‧西方聯盟）（1995年～1996年）
- 那魯灣藍隊（1996年）
- 美國職棒奇哥亡命者隊（獨立聯盟‧黃金聯盟）（1997年，1998年）
- 台灣大聯盟中纖金剛隊（1998年）
- 台灣大聯盟生活雷公隊（1998年）
- 美國職棒亞特蘭大勇士隊（小聯盟１Ａ～大聯盟）（1999年～2003年）
- 美國職棒堪薩斯皇家隊（小聯盟３Ａ）（2004年）
- 美國職棒克利夫蘭印地安人隊（小聯盟３Ａ～大聯盟）（2004年）
- 美國職棒聖地牙哥教士隊（小聯盟３Ａ）（2005年）
- 美國職棒芝加哥小熊隊（小聯盟３Ａ）（2005年）
- 美國職棒蘭卡斯特巡迴者隊（獨立聯盟‧大西洋聯盟）（2005年）
- 中華職棒兄弟象隊(2006年~2007年)

## 外部連結
- 喬伊·道利在台灣棒球維基館上的頁面（繁體中文）
- 喬伊·道利在中華職棒官網
- 喬伊·道利在Baseball-Reference.com（大聯盟）（英语）
- 喬伊·道利在Baseball-Reference.com（小聯盟以及海外聯盟）（英语）
- 喬伊·道利在FanGraphs.com（英语）
- 喬伊·道利在Retrosheet（英语）
- 喬伊·道利在The Baseball Cube（英语）

| 前任： 林恩宇 | 中華職棒三振王 2007年 | 繼任： 倪福德 |